# Lyssomanes yacui
Lyssomanes yacui là một loài nhện trong họ Salticidae.
Loài này thuộc chi Lyssomanes. Lyssomanes yacui được María Elena Galiano miêu tả năm 1984.